# Thelypteris brachypus
Thelypteris brachypus là một loài thực vật có mạch trong họ Thelypteridaceae. Loài này được (Sodiro) R.M. Tryon & A.F. Tryon miêu tả khoa học đầu tiên năm 1982.